# Juan del Arco
Juan del Arco Pérez (* 29. November 1991 in Leganés) ist ein ehemaliger spanischer Handballspieler. Der 1,91 m große linke Rückraumspieler spielte zuletzt seit 2022 für den spanischen Erstligisten Frigoríficos Morrazo Cangas und stand zudem im Aufgebot der spanischen Nationalmannschaft.

## Karriere

### Verein
Juan del Arco bestritt in der Saison 2009/10 für BM Granollers seine ersten Spiele in der höchsten spanischen Liga, der Liga ASOBAL, und im Europapokal der Pokalsieger. Erst ab der Spielzeit 2013/14 konnte er sich beim zehnmaligen spanischen Meister etablieren. In der Saison 2015/16 lief er für den katarischen Verein al-Jaish auf, mit dem er die katarische Meisterschaft gewann. Anschließend spielte er ein Jahr für den französischen Erstligisten US Ivry HB. Daraufhin stand er zwei Jahre beim spanischen Erstligisten BM Logroño La Rioja unter Vertrag, mit dem er am EHF-Pokal teilnahm. In der Saison 2019/20 spielte der Rückraumspieler erneut in Frankreich bei Tremblay-en-France Handball und beim Zweitligisten Limoges Handball. Ab 2020 stand er beim spanischen Erstligisten Helvetia Anaitasuna unter Vertrag. Seit Sommer 2022 lief del Arco für Frigoríficos Morrazo Cangas auf. Er verletzte sich in einem Ligaspiel im Dezember 2023 am Knie und konnte nicht mehr eingesetzt werden; im April 2024 gab er seinen Rücktritt vom aktiven Handball zum Ende der Saison 2023/2024 bekannt. Er beendete seine Karriere im Jahr 2024.
In der spanischen Liga Asobal war er insgesamt in 248 Spielen eingesetzt und warf darin 705 Tore; 73 Tore in 36 Spielen warf er in der französischen Starligue.

### Nationalmannschaft
In der Jugendauswahl Spaniens war del Arco von 007 bis 2009 in 47 Spielen eingesetzt, in denen er insgesamt 110 Tore warf. Er nahm mit der Mannschaft an der U-18-Europameisterschaft 2008 und der U-19-Weltmeisterschaft 2009 teil, der er man jeweils den 6. Platz belegte.
Von 2009 an bis 2009 gehörte er dem Kader der spanischen Juniorennationalmannschaft an. Mit dieser belegte er den 5. Platz bei der U-21-Weltmeisterschaft 2011. Insgesamt warf er in seinen 24 Partien mit der Juniorenauswahl 31 Tore.
In der spanischen Nationalmannschaft debütierte del Arco beim 30:24 gegen Österreich am 10. Juni 2015 in Innsbruck. Bei der Europameisterschaft 2016 warf er vier Tore in acht Spielen und gewann mit Spanien die Silbermedaille. Es waren seine letzten Länderspiele. Insgesamt bestritt er 15 Länderspiele, in denen er 20 Tore erzielte.